# کایل کامرون
کایل کامرون (انگلیسی: Kyle Cameron؛ زادهٔ ۱۵ ژانویهٔ ۱۹۹۷) بازیکن فوتبال اهل بریتانیا است.
از باشگاه‌هایی که در آن بازی کرده‌است می‌توان به باشگاه فوتبال یورک سیتی، باشگاه فوتبال وورکینگتون ای. اف. سی، باشگاه فوتبال نیوپورت کانتی، باشگاه فوتبال تورکی یونایتد، باشگاه فوتبال نیوکاسل یونایتد، و باشگاه فوتبال نوتس کانتی اشاره کرد.
وی همچنین در تیم‌های ملی فوتبال England national under-16 football team, Scotland national under-17 football team, Scotland national under-19 football team، و زیر ۲۱ سال اسکاتلند بازی کرده‌است.